# Live (gruppo musicale)
I Live (/laɪv/, spesso scritto anche LĪVE oppure +LĪVE+) sono un gruppo alternative rock statunitense formatosi a fine anni ottanta a York nella Pennsylvania, da Ed Kowalczyk (voce, chitarra), Chad Taylor (chitarra, cori), Patrick Dahlheimer (basso) e Chad Gracey (batteria).
Con i loro testi molto idealistici e spirituali, che in più occasioni li hanno portati al paragone con gli U2, possono vantare quattro dischi di platino (Mental Jewelry, Throwing Copper, Secret Samadhi e The Distance to Here), più vari singoli nei primi posti delle classifiche. In totale, ad oggi, hanno venduto quasi 18 milioni di dischi.
I Live hanno raggiunto il successo mondiale con l'album del 1994 Throwing Copper, che ha venduto otto milioni di copie negli Stati Uniti. La band ha avuto una serie di hit singles a metà degli anni '90 tra cui "Lightning Crashes", che è rimasta in cima alla classifica Billboard Hot Mainstream Rock Tracks per 10 settimane consecutive e la classifica Modern Rock Tracks (ora Alternative Songs) per nove settimane dal 25 febbraio al 22 aprile 1995.
Nel 2009 la band annuncia una pausa di due anni, che diventerà presto una rottura netta con Kowalczyk, che lascia la band (<<Durante il periodo di pausa / pausa, la chiarezza che ha contribuito a consolidare il futuro di tutti è stata il fatto che Ed [Kowalczyk] ha detto chiaramente che voleva fare musica da solista, e noi abbiamo chiarito che volevamo fare musica d'insieme>>). Successivamente, i Live hanno continuato con il cantante Chris Shinn e pubblicato l'album The Turn nell'ottobre 2014.
Kowalczyk si è riunito alla band nel dicembre 2016.

## Storia

### Gli inizi,The Death of a DictionaryandMental Jewelry: 1984–1992
I Live nascono nei primi anni '80 sotto il nome di "First Aid", come un trio di Taylor, Dahlheimer e Gracey. Kowalczyk si unì nel 1984, quando il gruppo (ancora "Action Front") perse un talent show. Passarono attraverso diversi nomi, tra cui "Action Front", "Body Odor Boys", "Paisley Brues" e "Club Fungus", prima di stabilirsi con "Public Affection" nel gennaio 1987. Gracey diede alla band il nome "Public Affection" basandosi su un commento della sua ragazza in quel momento. Diplomatisi nel 1989, i ragazzi della band registrarono una cassetta autoprodotta di canzoni originali, The Death of a Dictionary. Nel 1990 pubblicarono un EP demo prodotto da Jay Healy, intitolato Divided Mind, Divided Planet, attraverso una mailing list chiamata Black Cofee. La band suonò regolarmente concerti al CBGB di New York City, che li aiutò a ottenere un contratto con la Radioactive Records nel 1991. Nel giugno dello stesso anno, la band cambiò il suo nome in Live.
Con il nuovo nome Live, la band entrò in studio con il produttore Jerry Harrison (dei Talking Heads) e registrò l'EP Four Songs. Il singolo "Operation Spirit (The Tyranny of Tradition)" arrivò al n. 9 nella classifica Modern Rock e fu seguito dall'album di debutto, "Mental Jewelry" del 1991, sempre prodotto da Harrison.

### Throwing Coppere il successo mainstream: 1993–1996
Dopo le apparizioni nel tour di MTV 120 Minutes, a Woodstock '94 e nel tour Womad di Peter Gabriel, il secondo album dei Live, Throwing Copper, raggiunse il punto più alto di successo. L'album comprendeva i singoli "I Alone", "All Over You", e i singoli arrivati al n.1 degli US Modern Rock, "Selling the Drama" e "Lightning Crashes". "Lightning Crashes" è rimasto in cima alla classifica Billboard Hot Mainstream Rock Tracks per dieci settimane consecutive. La band suonò al Saturday Night Live della NBC, proponendo "I Alone" e "Selling the Drama" e apparve per la prima volta nel Regno Unito su The Word.
Il successo dei singoli portò infine Throwing Copper alla posizione n.1 nella classifica degli album di Billboard 200 il 6 maggio 1995, nella sua 52 ° settimana di presenza in classifica. Si tratta del terzo lasso di tempo più lungo tra la prima apparizione in classifica ed il raggiungimento della prima posizione, dietro l'omonimo album dei Fleetwood Mac del 1976 (58 settimane) e Forever Your Girl di Paula Abdul del 1989 (64 settimane). È l'album più venduto dei Live, che ha venduto otto milioni di copie solo negli Stati Uniti. Nel 1995 la band è apparsa su MTV Unplugged. Il loro set includeva una cover di "Supernatural" di Vic Chesnutt.

### Secret SamadhieThe Distance to Here: 1997–2000
Il successo di Throwing Copper fece sì che nel 1997 Secret Samadhi (coprodotto dalla band e Jay Healy) debuttasse al primo posto nella classifica degli album statunitensi. Prese il nome dal Samadhi, uno stato di meditazione indù. L'album conteneva quattro singoli di successo, ma non riuscì a eguagliare il successo del suo predecessore, con vendite che arrivarono a due milioni. In una nuova partecipazione a Saturday Night Live, la band eseguì "Lakini's Juice" e "Heropsychodreamer".
Jerry Harrison tornò come co-produttore per "The Distance to Here" del 1999, che è entrato nella classifica degli album statunitensi al n.4 ed era caratterizzato dal singolo "The Dolphin's Cry". Nel 2000, i Live intrapresero un tour con i Counting Crows. In quel tour, il cantante solista dei Counting Crows, Adam Duritz, si unì spesso ai Live per l'esibizione di "The Dolphin's Cry", mentre Kowalczyk cantò un versetto di "Hanginaround" con i Counting Crows.

### V,Birds of PrayeAwake: The Best of Live: 2001–2004
Il 18 settembre 2001, lo sperimentale V (che originariamente si chiamava Ecstatic Fanatic) è stata rilasciata, con recensioni contrastanti. Il primo singolo era "Simple Creed", che conteneva un rap di Tricky, ma gli eventi dell'11 settembre, verificatisi una settimana prima del rilascio di V, fecero sì che la malinconica "Overcome" ricevesse numerosi passaggi radiofonici, divenendo punto di forza dell'album. V ha raggiunto il n.22 negli Stati Uniti. Sempre nel 2001, i Live contribuirono con una versione live di "I Alone" all'album di beneficenza Live in the X Lounge. "Overcome" è stato utilizzato durante il finale della seconda stagione di The Shield.
Nel maggio 2003 la band pubblicò Birds of Pray, prodotto da Jim Wirt, che raggiunse il n.28 nella classifica degli album USA, lanciato dall'inaspettato successo del singolo "Heaven", primo singolo di successo Hot 100 degli Stati Uniti dai tempi di "The Dolphin's Cry". Nel novembre 2004, i Live pubblicarono una raccolta di grandi successi, Awake: The Best of Live. Awake conteneva "We Deal in Dreams", una canzone inedita delle sessioni di Throwing Copper, una cover di "I Walk the Line" di Johnny Cash e una nuova versione della loro canzone "Run Away" con Shelby Lynne che condivide la voce principale con Kowalczyk. Una versione deluxe dell'album includeva un DVD con 22 video musicali e un'intervista con Kowalczyk.

### Songs from Black Mountain,Radiant Seaand live DVD: 2005–2008
Nel 2005 i Live firmarono con l'etichetta Epic di Sony BMG Music Entertainment, pubblicando successivamente l'album "Songs from Black Mountain" nel giugno 2006. L'album raggiunse il n.52 nella classifica degli album di Billboard 200 e il n.3 nella classifica degli album di Billboard Independent. Il primo singolo era "The River".
Nella quinta stagione di American Idol, il finalista Chris Daughtry è stato accusato di eseguire la versione dei Live della canzone di Johnny Cash "I Walk the Line" e di rivendicarla come sua interpretazione personale. Una settimana dopo Daughtry ammise che fosse tutto vero e confermò che i Live erano una delle sue band preferite. Nel maggio 2006, i Live parteciparono a The Howard Stern Show per affrontare questo problema. Il 2 agosto 2008 Daughtry e i Live suoneranno insieme "I Walk the Line" insieme al Toms River Fest di Toms River, nel New Jersey.
Il 14 settembre 2007 la band pubblicò Radiant Sea: A Collection of Bootleg Rarities and Two New Songs, il loro primo album dal 1989 con la propria etichetta Action Front Records. Le nuove canzoni erano "Beautiful Invisible" e "Radiant Sea". Registrarono poi il loro primo DVD in Olanda, durante i due spettacoli al Paradiso il 30 giugno e il 1 luglio 2008. Live at the Paradiso - Amsterdam venne pubblicato l'11 novembre 2008 su DVD e CD. Sempre nel 2008, la band iniziò un tour negli Stati Uniti che comprendeva anche Blues Traveller e Collective Soul.
La canzone inedita dal vivo "Hold Me Up" è presente nel film di Kevin Smith del 2008 Zack e Miri Make a Porno. Smith ha detto: <<Ho ascoltato per la prima volta (la canzone) nel '95 quando stavamo componendo la colonna sonora di Generazione X, in realtà nel film per la prima proiezione di prova, ma i Live decisero che volevano tenerlo come un potenziale singolo per un prossimo album ... Quando stavo montando Jay e Silent Bob Strike Back ... l'ho chiesta nuovamente ... ancora una volta, mi è stato negato. La terza volta, a quanto pare, è stata quella buona. Zack e Miri mi hanno ricordato la traccia dei Live. Questa volta, la band ha firmato con noi per l'uso la traccia. Ci sono voluti 13 anni, ma è valsa la pena aspettare! >> A dispetto dell'approvazione di Smith, la canzone non appare nella colonna sonora del film.

### L'abbandono di Kowalczyk e The Gracious Few
Dopo un concerto nel luglio 2009, i Live annunciarono che la band avrebbe avuto una pausa di due anni per lavorare su altri progetti. Kowalczyk registrò il suo album solista Alive e gli altri membri della band formarono un gruppo con Kevin Martin e Sean Hennessy dei Candlebox chiamato The Gracious Few. La band registrò anche un omonimo album di debutto in California, pubblicato nel settembre 2010. Il 30 novembre 2009, Taylor rivelò che la "pausa" sarebbe potuta diventare una separazione permanente.

### Il periodo Chris Shinn eThe Turn: 2012–2016
Nel 2011 Taylor annunciò che lui, Dahlheimer e Gracey avrebbero riavviato la band senza Kowalczyk. per poi tornanare sulle scene nel 2012, a quasi tre anni dalla annunciata pausa, con Chris Shinn, ex Unified Theory, come nuovo cantante.
La nuova formazione si esibì davanti a un pubblico invitato allo Strand-Capitol Performing Arts Center di York. La band si esibì con i nuovi membri Sean Hennesy sulla chitarra ritmica e Alexander Lefever alle tastiere. Nel luglio 2012, i Live avviarono un procedimento legale contro Kowalczyk per l'uso improprio del nome della band mentre promuoveva le sue esibizioni dal vivo. Il primo grande tour di Live con Shinn fu all'interno del Summerland Tour 2013, che vide 35 spettacoli in tutti gli Stati Uniti. Altre band presenti erano Everclear, Filter e Sponge.
Il primo album dei Live con Shinn, The Turn, è stato pubblicato il 28 ottobre 2014. Il primo singolo dell'album, "The Way Around Is Through", è stato caricato su YouTube il 10 settembre 2014 e rilasciato ufficialmente il 16 settembre.

### Il ritorno di Kowalczyk: 2016–oggi
Il 24 ottobre 2016 Chad Taylor e Ed Kowalczyk, insieme alla cantante Zoe LaBelle, hanno preso parte a un'intervista per WVYC Radio. Sebbene la ragione principale per l'intervista fosse quella di promuovere la nuova musica di LaBelle su cui Taylor aveva lavorato, fu la prima volta che i due ex compagni di band apparvero pubblicamente insieme dal 2009. Rifacendosi alla speculazione su una possibile reunion, la pagina Facebook dei Live tornò online il 16 novembre 2016, con una prima immagine della formazione originale della band e un nuovo logo. Lo stesso giorno, la pagina Facebook di Ed Kowalczyk venne aggiornata con una nuova immagine del profilo e una foto di copertina che mostravano lo stesso logo dalla pagina della band.
Nonostante i cambiamenti su Facebook, il sito web della band è rimasto oscurato fino al 9 dicembre, quando è stato pubblicato un conto alla rovescia che suggeriva la pubblicazione di nuove informazioni per il 12 dicembre. Più tardi le pagine di Twitter e Facebook dei Live hanno annunciato che la formazione originale della band si era riunita, indicando le date del tour nel 2017.

## Formazione
Membri attuali
- Ed Kowalczyk – voce, chitarra (1989–2009, 2016–presente)
- Chad Taylor – chitarra, voce secondaria (1989–2009, 2012–presente)
- Patrick Dahlheimer – basso (1989–2009, 2012–presente)
- Chad Gracey – batteria (1989–2009, 2012–presente)

Attuali turnisti
- Zak Loy – chitarra (2016–present)

Precedenti membri
- Chris Shinn – voce, chitarra (2012–2016)

Precedenti turnisti
- Christopher Thorn – chitarra (1998)
- Adam Kowalczyk – chitarra (1999–2009)
- Michael "Railo" Railton – tastiera (1999–2002)
- Sean Hennesy – chitarra (2012)
- Alexander Lefever – tastiera (2012)

## Discografia

### Album in studio
- 1989 - The Death of a Dictionary (a nome Public Affection)
- 1991 - Mental Jewelry
- 1994 - Throwing Copper
- 1997 - Secret Samadhi
- 1999 - The Distance to Here
- 2001 - V
- 2003 - Birds of Pray
- 2006 - Songs from Black Mountain
- 2014 - The Turn

### Raccolte
- 2004 - Awake: The Best of Live
- 2007 - Radiant Sea: A Collection of Bootleg Rarities and Two New Songs

### Album live
- 2008 - Live at the Paradiso - Amsterdam

### EP
- 1990 - Divided Mind, Divided Planet
- 1991 - Four Songs